# Monique Coleman
Adrienne Monique Coleman, ameriška filmska igralka, pevka, tekstopiska in plesalka, 13. november 1980, Orangeburg, South Carolina, ZDA.

## Zgodnje življenje in izobrazba
Monique Coleman je bila rojena 13. novembra 1980 v Orangeburgu, South Carolina, Združene države Amerike mami Roz Coleman. Z igranjem je začela zelo kmalu in sicer v teatru in na televiziji v Kolumbiji, South Carolina. Trenutno živi v Los Angelesu. Njena kariera se začne na odru Workshop Theatre School of Dramatic Artsa, kjer odigra pribljižno petnajst iger. Gledalci opazijo talent. Potem Monique Coleman začne hoditi na avdicije za kakršno koli vlogo, ki bi jo lahko dobila.
Monique Coleman se je šolala na Heathwood Hall Episcopal School, potem pa študirala igralstvo na šoli DePaul University v Chicagu.

## Kariera
Monique je kariero začela leta 1995, torej pri svojih petnajstih letih, in sicer v filmu Mother of the River, kjer je igrala Dofimae.
Dve leti kasneje se pojavi v The Ditchdigger's Daughters, kjer igra mlado Donno.
Leta 2003 igra Tanyo v Strong Medicine in Molly v Boston Pubilc.
Leta 2004 se pojavi v serijah Midve z mamo, Glavca, Married to the Kellys in 10-8: Officers on Duty.
Leta 2005 igra v Veronici Mars in The Reading Room.
Od leta 2006 do leta 2007 je igrala Mary-Margareth v Disneyjevi seriji Paglavca v hotelu, poleg tega pa leta 2006 tudi v Online, The View, Dancing with the Stars in Srednješolski muzikal. Slednji film je bil zanjo prava prelomnica, saj je šele takrat zaslovela. V Srednješolskem muzikalu je igrala eno od glavnih ženskih vlog: Taylor McKessie. Ostale vloge so dobili Vanessa Hudgens, Zac Efron, Ashley Tisdale, Lucas Grabeel in Corbin Bleu. Leta 2007 igra glasovno vlogo v Winx Club (Layla) in v Srednješolskem muzikalu 2.
Leta 2008 igra v filmih Million Dollar Password in Srednješolski muzikal 3: Zadnji letnik.
Letos je zaigrala v filmih The Cleveland Show, Crush in Bones, naslednje leto pa bo v Promise Rings.

### Dancing with the Stars
Leta 2006 Monique sodeluje v šovu Dancing with the Stars, kjer je dosegla naslednje rezultate:
| Teden | Ples                 | Pesem                                                               | Carrie Annina ocena | Lenova ocena | Brunoova ocena | Skupaj                                                        | Rezultat              |
| ----- | -------------------- | ------------------------------------------------------------------- | ------------------- | ------------ | -------------- | ------------------------------------------------------------- | --------------------- |
| 1     | Foxtrot              | »Baby Love« - The Supremes                                          | 7                   | 7            | 7              | 21                                                            | Safe                  |
| 2     | Mambo                | »Bop to the Top« - Ashley Tisdale feat. Lucas Grabeel               | 9                   | 8            | 9              | 26                                                            | Safe                  |
| 3     | Jive                 | »The Heat Is On« - Glenn Frey                                       | 9                   | 9            | 9              | 27                                                            | Safe                  |
| 4     | [Valček]]            | »If I Were a Painting« - Kenny Rogers                               | 8                   | 8            | 8              | 24                                                            | Bottom 2              |
| 5     | Rumba                | »So Nice« - Bebel Gilberto                                          | 9                   | 9            | 9              | 27                                                            | Prvo mesto            |
| 6     | Samba                | »ABC« - The Jackson 5                                               | 9                   | 7            | 7              | 23                                                            | Nič Duet z Saro Evans |
| 7     | Quickstep Paso Doble | »Luck Be a Lady« - Frank Sinatra »The Reflex« - Duran Duran         | 9                   | 9            | 9              | 27 54/60 77/90(/90 due to Evans's withdrawel in Week 6 (6+7)) | Bottom 2              |
| 8     | Tango -čačača        | »Somebody's Watching Me« - Rockwell »Ghostbusters« - Ray Parker Jr. | 8 9                 | 8 10         | 8 10           | 24 29 53/60                                                   |                       |

## Filmografija
| Leto      | Naslov                                 | Vloga             | Ostalo                          |  |
| --------- | -------------------------------------- | ----------------- | ------------------------------- |  |
| 1995      | Mother of the River                    | Dofimae           |                                 |  |
| 1997      | The Ditchdigger's Daughters            | Young Donna       |                                 |  |
| 2003      | Strong Medicine                        | Tanya             |                                 |  |
| 2003      | Boston Public                          | Molly             |                                 |  |
| 2004      | Midve z mamo                           | Andy              |                                 |  |
| 2004      | 10-8: Officers on Duty                 | Maya Barnes       |                                 |  |
| 2004      | Married to the Kellys                  | Waitress          |                                 |  |
| 2004      | Glavca                                 | Andrea            |                                 |  |
| 2005      | Veronica Mars                          | Gabrielle Pollard |                                 |  |
| 2005      | The Reading Room                       | Leesha            |                                 |  |
| 2006–2007 | Paglavca v hotelu                      | Mary-Margaret     |                                 |  |
| 2006      | Online                                 | Jessie            |                                 |  |
| 2006      | Srednješolski muzikal                  | Taylor McKessie   |                                 |  |
| 2006      | Dancing With The Stars                 | Ona               |                                 |  |
| 2006      | The View                               |                   |                                 |  |
| 2007      | Winx Club                              | Layla             | glas                            |  |
| 2007      | Srednješolski muzikal 2                | Taylor McKessie   |                                 |  |
| 2008      | Srednješolski muzikal 3: Zadnji letnik | Taylor McKessie   |                                 |  |
| 2008      | Million Dollar Password                | Ona               |                                 |  |
| 2009      | Bones                                  | Becca Hedgepeth   | Epizoda: The Salt in the Wounds |  |
| 2009      | Crush                                  | Chelsea Park      |                                 |  |
| 2009      | The Cleveland Show                     | Fontasia          |                                 |  |
| 2010      | Promise Rings                          | Veronica Baylerd  |                                 |  |

## Nagrade
- 19th Annual Youth Awards (1996–1997)[2]

Best Performance in a TV MOVIE or FEATURE FILM: Young Ensemble - »Ditchdigger's Daughter«
Best Family TV MOVIE/ PILOT/MINI-SERIES (CABLE) - The Ditchdigger's Daughters, Family Channel
- Character and Morality in Entertainment Awards (CAMIE) 2006 - The Reading Room[3]
- Teen Choice Awards 2006 Award for Choice TV Show: Comedy/Musical - High School Musical
- American Music Award 2007 za Srednješolski muzikal 2
- Teen Choice Awards 2009 Award za Choice Movie: Music/Dance - Srednješolski muzikal 3[4]